# Kattinahole, Hosanagara
Kattinahole là một làng thuộc tehsil Hosanagara, huyện Shimoga, bang Karnataka, Ấn Độ.